# …And Justice for All (album)
Cet article concerne l'album de Metallica. Pour la chanson du même groupe, voir ...And Justice for All.
 (juillet 2012).
Si vous disposez d'ouvrages ou d'articles de référence ou si vous connaissez des sites web de qualité traitant du thème abordé ici, merci de compléter l'article en donnant les références utiles à sa vérifiabilité et en les liant à la section « Notes et références ».
Albums de Metallica
Master of Puppets
(1986) Metallica
(1991)
Singles
1. Harvester of Sorrow
Sortie : 28 août 1988[1]
2. Eye of the Beholder
Sortie : 30 octobre 1988[2]
3. One
Sortie : 10 janvier 1989[3]

…And Justice for All est le quatrième album studio du groupe de thrash metal Metallica sorti le 25 août 1988 par Elektra Records.
Le titre de l'album est une allusion aux quatre derniers mots du serment d'allégeance au drapeau des États-Unis. Les chansons de …And Justice For All ont pour thèmes la douleur (Harvester of Sorrow), l'injustice (…And Justice for All), la folie (The Frayed Ends of Sanity) et la mort (To Live Is to Die). Cet album a été composé à la suite du décès de Cliff Burton  qui sera remplacé par Jason Newsted, ancien bassiste du groupe Flotsam and Jetsam. Ce sera la troisième meilleure vente (19 millions d'exemplaires) après les albums Master of Puppets (23 millions d'exemplaires, 1986) et Metallica (25 millions d'exemplaires, 1991).
L'album marque l'entrée du bassiste Jason Newsted. Ce dernier est d'ailleurs inaudible sur l'album, il est comme censuré, mais ce défaut sera corrigé sur le Black Album. Un fan bassiste enregistre sa propre version en 2007 et l'appelle …And Justice for Jason.
L'album est nommé en 1988 pour le Grammy Award du meilleur album de hard rock, finalement remporté par Crest of a Knave du groupe de rock progressif Jethro Tull.
L'album est cité dans l'ouvrage de référence de Robert Dimery « 1001 albums qu'il faut avoir écoutés dans sa vie ».

## Thèmes des paroles

### ...And Justice for All
Le titre …And Justice For All a été directement inspiré par le film du même titre sorti en 1979 avec Al Pacino et qui tourne autour d'une histoire de chantage exercé sur un juge. Il s'agit également des derniers mots du Serment d'allégeance au drapeau des États-Unis « (…)one Nation under God, indivisible, with liberty and justice for all. ».
Comme les paroles de la chanson parlent d'injustice, ce titre est donc ironique.

### One
One est considéré comme légendaire par les fans, inspiré du roman Johnny s'en va-t-en guerre (Johnny got his gun) de Dalton Trumbo, adapté à l'écran et porté comme film culte et symbole de la lutte pacifiste aux États-Unis lors de la guerre du Viêt Nam. Cette chanson est sans doute l'une des plus connues de Metallica.

### To Live Is to Die
La chanson (et peut-être l'album entier) est un hommage au bassiste Cliff Burton décédé après l'album précédent. C'est le seul morceau de l'album pour lequel il est co-crédité, car la ligne de basse en a été composée à partir d'enregistrements inutilisés qu'il avait enregistrés avant sa mort. Bien que la piste soit considérée comme instrumentale, on peut y entendre James Hetfield réciter un court texte attribué à tort à l'époque dans son intégralité à Burton. Le premier vers a été en réalité écrit par le poète Allemand Paul Gerhardt («When a man lies, he murders some part of the world.») tandis que le second provient de La Malédiction du Rogue,, un roman de fantasy de l’écrivain américain Stephen R. Donaldson («These are the pale deaths which men miscall their lives.»). La dernière partie du texte («All this I cannot bear to witness any longer. Cannot the kingdom of salvation take me home?») a par contre été écrite par Burton.

### Blackened
La chanson parle de la pollution engendrée par l'homme, une autre interprétation parle de la guerre nucléaire, les conséquences sont la fin de la vie sur terre. Elle est souvent jouée par le groupe en concert[réf. nécessaire].

### The Shortest Straw
La chanson critique des pratiques du blacklisting, de surveillance et des atteintes à la liberté de penser et d'agir aux États-Unis, faisant écho aux pratiques du maccarthysme dans les années 50. C'est une des chansons les moins jouées en live. Le batteur Lars Ulrich dit que The Shortest Straw est une des chansons des années 80 de Metallica qu'il préfère et qu'il aimerait bien la jouer plus souvent.

### The Frayed Ends of Sanity
Le début de The Frayed Ends of Sanity (les 30 premières secondes de la chanson) est une reprise du thème de la Marche des soldats de la méchante sorcière qui figure originellement dans la bande originale du film Le Magicien d'Oz. Les paroles font surtout référence à la paranoïa.
Ce morceau a été joué pour la première fois en entier le 28 mai 2014, à Helsinki en Finlande. Six Feet Under a fait une reprise de ce morceau sur son album Graveyard Classics III.[réf. nécessaire]

### Dyers Eve
Le thème abordé fait référence au ressenti d'un enfant surprotégé par ses parents et à son isolement du monde extérieur consécutif à son éducation, et qui souffre terriblement une fois confronté à la vie que ses parents lui ont toujours cachée. Tant par la rapidité de son tempo, que par les aspects inventifs et techniques des riffs qui le composent, ce titre est fort apprécié des fans du groupe, certains d'entre eux allant jusqu'à déployer des drapeaux aux slogans tels que « Jouez Dyers Eve » pendant les concerts. Malgré cet enthousiasme, Metallica se refuse cependant à inclure cette chanson dans ses setlists habituelles. Une des raisons officieusement invoquées est que la chanson est à présent trop rapide pour que Lars Ulrich soit capable de la jouer. Toujours est-il que le groupe interprétera la chanson durant leur concert de juillet 2009 aux arènes de Nîmes pour la plus grande joie des fans français.

## Composition du groupe
- James Hetfield – chants, guitare rythmique
- Lars Ulrich – batterie
- Kirk Hammett – guitare solo
- Jason Newsted – basse, chœurs

## Liste des titres
Toutes les paroles sont écrites par James Hetfield, sauf To Live Is to Die par Cliff Burton.
| No | Titre                     | Musique                                    | Durée |
| -- | ------------------------- | ------------------------------------------ | ----- |
| 1. | Blackened                 | James Hetfield, Lars Ulrich, Jason Newsted | 6:42  |
| 2. | …And Justice for All      | James Hetfield, Lars Ulrich, Kirk Hammett  | 9:44  |
| 3. | Eye of the Beholder       | James Hetfield, Lars Ulrich, Kirk Hammett  | 6:25  |
| 4. | One                       | James Hetfield, Lars Ulrich                | 7:24  |
| 5. | The Shortest Straw        | James Hetfield, Lars Ulrich                | 6:35  |
| 6. | Harvester of Sorrow       | James Hetfield, Lars Ulrich                | 5:45  |
| 7. | The Frayed Ends of Sanity | James Hetfield, Lars Ulrich, Kirk Hammett  | 7:42  |
| 8. | To Live Is to Die         | James Hetfield, Lars Ulrich, Cliff Burton  | 9:48  |
| 9. | Dyers Eve                 | James Hetfield, Lars Ulrich, Kirk Hammett  | 5:13  |

| 10. | The Prince | Sean Harris, Brian Tatler | 4:26 |

## Charts et certifications

### Album
Charts
| Pays                          | Durée du classement | Meilleure position | Date              | Ref    |
| ----------------------------- | ------------------- | ------------------ | ----------------- | ------ |
| Allemagne (GfK Entertainment) | 27 semaines         | 3e                 | 9 novembre 2018   | [ 9 ]  |
| Australie (ARIA Charts)       | 27 semaines         | 16e                | 12 juin 1994      | [ 10 ] |
| Autriche (Ö3 Austria Top 40)  | 4 semaines          | 12e                | 1er novembre 1988 | [ 11 ] |
| Canada (RPM Album Charts)     | 14 semaines         | 13e                | 15 octobre 1988   | [ 12 ] |
| États-Unis (Billboard 200)    | 123 semaines        | 6e                 | 10 août 1988      | [ 13 ] |
| Norvège (VG-lista)            | 6 semaines          | 8e                 | 19 septembre 1988 | [ 14 ] |
| Pays-Bas (Mega Top Albums)    | 22 semaines         | 31e                | 20 août 1994      | [ 15 ] |
| Royaume-Uni (UK Albums Chart) | 7 semaines          | 4e                 | 17 septembre 1988 | [ 16 ] |
| Suède (Sverigetopplistan)     | 9 semaines          | 5e                 | 21 septembre 1988 | [ 17 ] |
| Suisse (Schweizer Hitparade)  | 9 semaines          | 5e                 | 18 septembre 1988 | [ 18 ] |

| Pays                     | Durée du classement | Meilleure position | Date              | Ref    |
| ------------------------ | ------------------- | ------------------ | ----------------- | ------ |
| Nouvelle-Zélande (RIANZ) | 2 semaines          | 36e                | 27 septembre 2010 | [ 19 ] |

| Année | Pays                               | Durée du classement | Meilleure position | Date             | Ref    |
| ----- | ---------------------------------- | ------------------- | ------------------ | ---------------- | ------ |
| 2004  | Finlande (Suomen virallinen lista) | 11 semaines         | 8e                 | 28 mai 2007      | [ 20 ] |
| 2004  | France (SNEP)                      | 23 semaines         | 6e                 | 7 septembre 2008 | [ 21 ] |
| 2008  | Espagne (Promusicae)               | 10 semaines         | 15e                | 11 novembre 2018 | [ 22 ] |
| 2018  | Belgique (V) Ultratop              | 10 semaines         | 25e                | 11 novembre 2018 | [ 23 ] |
| 2018  | Belgique (W) Ultratop              | 9 semaines          | 40e                | 10 novembre 2018 | [ 24 ] |
| 2018  | Italie (FIMI)                      | 1 semaine           | 56e                | 8 novembre 2018  | [ 25 ] |
| 2018  | Portugal (AFP)                     | 13 semaines         | 9e                 | 5 novembre 2018  | [ 26 ] |

Certifications
| Pays             | Certification | Ventes      | date              | Réf    |
| ---------------- | ------------- | ----------- | ----------------- | ------ |
| Allemagne        | 2 × Platine   | 1 000 000 + | 2019              | [ 27 ] |
| Argentine        | Platine       | 60 000 +    | 5 décembre 1990   | [ 28 ] |
| Canada           | 3 × Platine   | 300 000 +   | 27 janvier 1994   | [ 29 ] |
| États-Unis       | 8 × Platine   | 8 000 000 + | 9 juin 2003       | [ 30 ] |
| Finlande         | Platine       | 51 051 +    | 2008              | [ 31 ] |
| Norvège          | Or            | 50 000+     | -                 | [ 32 ] |
| Nouvelle-Zélande | Or            | 7 500 +     | 27 septembre 2010 | [ 33 ] |
| Royaume-Uni      | Or            | 100 000 +   | 22 juillet 2013   | [ 34 ] |
| Suisse           | Platine       | 50 000 +    | 2003              | [ 35 ] |

### Singles
| Année | Single              | Chart                  | Durée du classement | Position |
| ----- | ------------------- | ---------------------- | ------------------- | -------- |
| 1988  | Harvester of Sorrow | RMNZ Singles Top40     | 2 semaines          | 30e      |
| 1988  | Harvester of Sorrow | UK Singles Chart       | 3 semaines          | 20e      |
| 1989  | One · Or · Argent   | Hot 100                | 15 semaines         | 35e      |
| 1989  | One · Or · Argent   | Mainstream Rock Tracks | 3 semaines          | 46e      |
| 1989  | One · Or · Argent   | ARIA Charts            | 5 semaines          | 38e      |
| 1989  | One · Or · Argent   | RMNZ Singles Top40     | 13 semaines         | 13e      |
| 1989  | One · Or · Argent   | UK Singles Chart       | 9 semaines          | 13e      |
| 1994  | One · Or · Argent   | Single Top 100         | 15 semaines         | 31e      |
| 1994  | One · Or · Argent   | (V) Ultratop           | 12 semaines         | 23e      |
| 1994  | One · Or · Argent   | VG-lista               | 6 semaines          | 4e       |
| 1994  | One · Or · Argent   | Mega Top 50            | 14 semaines         | 3e       |
| 1994  | One · Or · Argent   | Sverigetopplistan      | 16 semaines         | 3e       |
| 1994  | One · Or · Argent   | Schweizer Hitparade    | 11 semaines         | 22e      |